# Новая Деревня (Самарская область)
Новая Деревня — деревня в Красноармейском районе Самарской области в составе сельского поселения Колывань.

## География
Находится на расстоянии примерно 26 километров по прямой на север-северо-запад от районного центра села  Красноармейское.

## Население
Постоянное население составляло 3 человек (русские 67%, чуваши 33%) в 2002 году, 0 в 2010 году. Деревня имеет дачный характер.